# Estación de Castrejana
Castrejana (según Adif y en euskera Kastrexana) es el nombre de un apeadero ferroviario situada en el barrio de Castrejana del municipio español de Bilbao, en el País Vasco. Forma parte de la red de ancho métrico de Adif, operada por Renfe Operadora a través de su división comercial Renfe Cercanías AM. Está integrada dentro del núcleo de Cercanías Bilbao al pertenecer a la línea C-4 (antigua línea B-1 de FEVE), que une Bilbao con La Calzada.

## Situación ferroviaria
La estación forma parte de los trazados de las siguientes líneas férreas:
- Línea férrea de ancho métrico que une Santander con Bilbao, punto kilométrico 641,8,[3] tomando Ferrol como punto de partida, lo que explica el elevado kilometraje. Este kilometraje es el que predomina en la señalización.
- Línea férrea de ancho métrico que une Bilbao con León, punto kilométrico 7,482,[4] conocido como Ferrocarril de la Robla. El kilometraje se entiendo tomando Bilbao como punto de partida.

Se encuentra a 15 metros de altitud. El tramo es de vía doble y está electrificado a 1,5 Kv con alimentación por catenaria compensada.

## Historia
El proyecto definitivo del tren en la cuenca del río Cadagua fue presentado en mayo de 1888 por los ingenieros Víctor Chábarri, Manuel Allendesalazar, Enrique Aresti y Ramón Bergé, aprobándose en julio de ese mismo año y constituyendo la Compañía del Ferrocarril del Cadagua el 2 de julio de 1888 al efecto. La línea debía partir en el barrio bilbaíno de Zorroza, en la parada de la línea de Bilbao a Portugalete. El 27 de agosto de 1890 fue inaugurada la línea provisionalmente (y con ello la estación), en presencia de Práxedes Mateo Sagasta, si bien la apertura al público no se produjo hasta el 5 de diciembre del mismo año.
En 1893 se constituyó la Compañía del Ferrocarril de Zalla a Solares, como paso previo a su integración en 1984 en la Compañía del Ferrocarril de Santander a Bilbao. El 6 de junio de 1896 quedó inaugurada la conexión desde Zalla con Santander, si bien los viajes directos entre ambas capitales sólo pudieron llevarse a cabo desde unos días después, cuando se culminó el cambio de ancho ibérico a métrico entre Solares y Santander la noche del 19 al 20 de junio de 1896.
El 7 de julio de 1894 la Compañía del Ferrocarril de Cadagua se integró en la Compañía del Ferrocarril de Santander a Bilbao. Desde el 11 de agosto de 1894 se produjo un incremento de tráfico por el enlace con el Ferrocarril Hullero de La Robla a Valmaseda, una situación que se prolongó hasta el 1 de diciembre de 1902, fecha en el que esta última compañía ferroviaria abrió al tráfico su propio enlace hasta Luchana, en la ría de Baracaldo para evitar el pago de peajes, conectando así con la línea de Bilbao a Portugalete, germen de la actual C-1 de Cercanías de Bilbao.
Por discrepancias con la Compañía del Ferrocarril de Santander a Bilbao, la Compañía de los Ferrocarriles de La Robla estableció entre la estación de Aranguren e Iráuregui, en enero de 1911, un nuevo tramo al otro lado del Río Cadagua para evitar compartir las vías, lo que no impidió que debiera cruzarlas en la estación de Iráuregui. El acuerdo entre ambas compañías posibilitó que los trenes de la Compañía de los Ferrocarriles de La Robla pudieran partir directamente desde Bilbao sin transbordo hasta La Robla (León).
Estallada la Guerra Civil y desde el año 1936 hasta la caída de Bilbao, el 19 de junio de 1937, las instalaciones pasaron a ser gestionada por los Ferrocarriles de Euzkadi, manteniéndose el servicio durante la contienda sin interrupciones significativas. Desde el 1 de agosto de 1962 el ente estatal Explotación de Ferrocarriles por el Estado (EFE) se hizo cargo de la línea Santander-Bilbao, incluyendo a esta estación, siendo transferido a FEVE en 1965. La Compañía de los Ferrocarriles de la Robla siguió manteniendo su tendido casi paralelo desde Luchana a Valmaseda, pero tras entrar en pérdidas a finales de los 60 debido a la disminución de pasajeros, se declaró en quiebra, renunció a la explotación y acabó siendo también transferida a FEVE el 6 de marzo de 1972. 
Al darse la circunstancia de poseer ambos ferrocarriles en el valle del río Cadagua, FEVE resolvió en 1975 mantener el enlace de las líneas Bilbao-León y Bilbao-Santander en la estación de Aranguren, volviendo a la situación anterior a 1911. A partir de entonces, los trenes procedentes de León o Santander llegan a Iráuregui por la misma vía, quedando la variante hasta Luchana sólo para trenes de transporte de mercancías, ya en vía única de ancho métrico sin electrificar y desmantelando el resto de las líneas de la antigua Compañía de los Ferrocarriles de La Robla entre Valmaseda e Iráuregui. La línea de Bilbao a Valmaseda se electrificó el 16 de octubre de 1996, tramo al que pertenece esta estación. Tras la clausura parcial de la línea Bilbao-León en 1994, los trenes finalizaban su recorrido en la estación de Valmaseda, manteniendo el servicio en la línea Santander-Bilbao. El 19 de mayo de 2003 se reabrió al tráfico de viajeros el ferrocarril Bilbao-León con la implantación del servicio de Tren turístico de La Robla, con un tren regional diario por sentido.  La línea de cercanías se amplió en 2009 hasta La Calzada. Desde el 1 de enero de 2013 y tras la disolución de FEVE, el ente Adif es el titular de las instalaciones ferroviarias.

## La estación
Pertenece a los apeaderos originales de la línea. Se encuentra situada en la margen derecha del río Cadagua, al oeste del término municipal de Bilbao. La estación dispone de acceso desde el aparcamiento disuasorio de la carretera BI-3742 que se encuentra junto a la estación. Ha de cruzarse un paso peatonal sobre la carretera y se accede bajando unos escalones hasta el único andén central, flanqueado por las dos vías principales. Al otro lado del río Cadagua discurre la línea entre la estación de Iráuregui y Luchana, construida por la Compañía de los Ferrocarriles de La Robla en 1911, en vía única y sin electrificar, de uso exclusivo para mercancías.

## Servicios ferroviarios

### Cercanías
Forma parte de la línea C-4 (Bilbao - La Calzada) de Cercanías Bilbao. Tiene una frecuencia de trenes cercana a un tren cada treinta o sesenta minutos en función de la franja horaria. La cadencia disminuye durante los fines de semana y festivos. Los trayectos de esta relación se prestan exclusivamente con unidades eléctricas de la serie 3600 de Renfe.
| procedencia/destino | < estación   | Línea | estación > | destino/procedencia |
| ------------------- | ------------ | ----- | ---------- | ------------------- |
| Bilbao Concordia    | Santa Águeda |       | Iráuregui  | La Calzada          |